# Albert 1. af Monaco
Albert 1. af Monaco (13. november 1848 – 26. juni 1922) var fyrste af Monaco fra den 19. september 1889 til sin død i 1922.